# Ingo Berensmeyer
Ingo Berensmeyer (* 1972) ist ein deutscher Anglist.

## Leben
Von 1992 bis 1998 studierte er an der Universität Siegen englische Literaturwissenschaft, englische Sprachwissenschaft, vergleichende Literaturwissenschaft und von 1994 bis 1995 am University College Galway englische und irische Literatur. Nach dem M.A. 1998 in englischer Literaturwissenschaft, Anglistik und Komparatistik in Siegen und der 1999 Promotion (Dr. phil.) summa cum laude in englischer, amerikanischer und vergleichender Literaturwissenschaft ebenda war er von 1999 bis 2000 wissenschaftlicher Mitarbeiter am Leibniz-Zentrum für Literatur- und Kulturforschung und Gastdozent an der FU Berlin. Von 2001 bis 2002 war er Postdoktorand und Dozent an der Universität Siegen. Von 2002 bis 2003 war er Postdoktorand (J. Hillis Miller) an der University of California, Irvine. Nach der Habilitation 2005 in Anglistik und Komparatistik an der Universität Siegen lehrte er von 2006 bis 2008 als außerordentlicher Professor für Englisch an der Universität Gent. Von 2008 bis 2018 lehrte er als ordentlicher Professor für Englische und Amerikanische Literatur an der JLU Gießen. 2009 war er Gastprofessor an der University of Wisconsin–Milwaukee. Seit 2008 ist er Gastprofessor für Englisch an der Universität Gent. Seit 2018 ist er ordentlicher Professor für moderne englische Literatur an der LMU München.
Seine Schwerpunkte sind englische Literatur des 16., 17. und 20. Jahrhunderts, Literaturtheorie und Ästhetik sowie Autorenstudium und Buchgeschichte.
2019 wurde er zum Mitglied der Academia Europaea gewählt.

## Schriften (Auswahl)
- John Banville. Fictions of order. Authority, authorship, authenticity. Heidelberg 2000, ISBN 3-8253-1067-1.
- Shakespeare: Hamlet. Stuttgart 2007, ISBN 3-12-939635-7.
- «Angles of contingency». Literarische Kultur im England des siebzehnten Jahrhunderts. Tübingen 2007, ISBN 978-3-484-42139-4.
- Literary theory. An introduction to approaches, methods and terms. Stuttgart 2009, ISBN 978-3-12-939500-4.